# 15 Éxitos, Vol. 1
15 Éxitos, Vol. 1 es un álbum recopilatorio del grupo mexicano Los Caminantes, lanzado en 1983 por medio de Luna Records. Es el primero de los tres volúmenes de una colección de grandes éxitos de su Supe Perder, Especialmente Para Usted, y Número Tres álbumes.

## Lista de canciones
| #  | Canción                        | Duración | Compositores            |
| -- | ------------------------------ | -------- | ----------------------- |
| 01 | "Supe Perder"                  | 2:58     | Brígido Ramírez         |
| 02 | "Dime Si Me Quieres"           | 3:10     | Horacio Ramírez         |
| 03 | "Para Que Quieres Volver"      | 2:47     | Agustín Ramírez         |
| 04 | "Ángel De La Mañana"           | 2:50     | Chip Taylor             |
| 05 | "Entrega Total"                | 2:47     | Abelardo Pulido         |
| 06 | "Para Morir Iguales"           | 2:38     | José Alfredo Jiménez    |
| 07 | "Regresaré"                    | 3:00     | Agustín Ramírez         |
| 08 | "He Sabido"                    | 3:05     | Agustín Ramírez         |
| 09 | "Me Esta Doliendo Su Ausencia" | 3:23     | Fernando Z. Maldonado   |
| 10 | "Cuando Dos Almas"             | 2:43     | Fructuoso Gandara Reyes |
| 11 | "Por Qué Te Vas (Te Esperaré)" | 3:05     | Alberto Rizo Cortez     |
| 12 | "No Volveré"                   | 3:25     | Esperón y Cortázar      |
| 13 | "Cartas Marcadas"              | 3:49     | Chucho Monge            |
| 14 | "Ámame Tiernamente"            | 2:47     |                         |
| 15 | "La Pajarera"                  | 3:09     | Tomás Ponce             |